# جوزيف كوني
جوزيف راو كوني (مواليد 1961) (بالإنجليزية: Joseph Kony)‏ هو قائد جيش الرب للمقاومة (LRA)، وهي جماعة حرب العصابات التي كانت تعمل سابقًا في أوغندا. بينما كان يزعم في البداية محاربة الاضطهاد الحكومي، زُعم أن جيش الرب للمقاومة انقلب ضد أنصار كوني، ويفترض أن «ينقي» شعب أشولي ويحول أوغندا إلى دولة دينية. يعلن كوني نفسه المتحدث باسم الله ووسيط الروح ويدعي أنه يزوره مجموعة متعددة الجنسيات من 13 روحًا، بما في ذلك شبح صيني. من الناحية الإيديولوجية، فإن المجموعة هي مزيج توفيقي من التصوف، القومية أشولي، والأصولية المسيحية، وتدعي أنها تقيم دولة ثيوقراطية على أساس الوصايا العشر وتقاليد أشولي المحلية.
واتهمت الجهات الحكومية كوني بالأمر باختطاف الأطفال ليصبحوا جنودًا أطفالًا وعبيدًا للجنس. أصبح 66000 طفل جنودًا، وتشرد مليونا شخص داخليًا من عام 1986 إلى عام 2009. وقد وجهت المحكمة الجنائية الدولية في لاهاي اتهامات لكوني في عام 2005 بارتكاب جرائم حرب وجرائم ضد الإنسانية، لكنه تهرب من الأسر. يخضع كوني لإشعار من الإنتربول الأحمر بناء على طلب المحكمة الجنائية الدولية منذ عام 2006. منذ محادثات جوبا للسلام في عام 2006، لم يعد جيش الرب للمقاومة يعمل في أوغندا. تدعي المصادر أنها موجودة في جمهورية الكونغو الديمقراطية، جمهورية أفريقيا الوسطى (CAR)، أو جنوب السودان. في عام 2013، ورد أن كوني في حالة صحية سيئة، وزعم ميشيل دجوتوديا، رئيس جمهورية إفريقيا الوسطى، أنه كان يتفاوض مع كوني للاستسلام.
بحلول أبريل 2017، كان كوني لا يزال طليقًا، ولكن ورد أن قوته تقلصت إلى ما يقرب من 100 جندي، بانخفاض مما يقدر بنحو 3000 جندي. أنهت كل من الولايات المتحدة وأوغندا عملية البحث عن كوني وجيش الرب للمقاومة، معتقدين أن جيش الرب لم يعد يمثل خطرًا أمنيًا كبيرًا على أوغندا.

## السيرة الذاتية

### النشأة
من المحتمل أن يكون كوني قد ولد في عام 1961، في قرية أوديك شرق جولو في شمال أوغندا، للمزارعين لويزي أوبول ونورا أوتنغ. وهو عضو في شعب أشولي. كان إما الأصغر أو الثاني من بين ستة أطفال في الأسرة. تمتع كوني بعلاقة جيدة مع أشقائه، لكنه كان سريعًا في الرد في النزاعات ويلجأ في كثير من الأحيان إلى العنف الجسدي. كان والده معلمًا مسيحيًا للكنيسة الكاثوليكية، وكانت والدته أنجليكانية. شقيقته الكبرى، غابرييلا لاكوت، لا تزال تعيش في أوديك.
لم يكمل كوني المدرسة الابتدائية، وكان فتى المذبح حتى عام 1976. ترك المدرسة في سن 15.

### كوني زعيما للمتمردين
في عام 1995، بزغ نجمه بين أفراد قبيلته بعد حركة الروح القدس لـ أليس أوما (والتي يعتقد أن كوني مرتبطة بها). إن الإطاحة برئيس أشولي تيتو أوشيلو من قبل يوري موسيفيني وجيشه الوطني للمقاومة خلال حرب بوش الأوغندية (1981-1986) قد بلغت ذروتها في النهب الجماعي للماشية والاغتصاب وحرق المنازل والإبادة الجماعية والقتل على يد جيش موسيفيني. أدت الفظائع التي ارتكبها جيش المقاومة الوطني بقيادة موسيفيني، المعروف الآن باسم قوة الدفاع الشعبية الأوغندية، إلى إنشاء جيش الرب للمقاومة من قبل جوزيف كوني. كما أدت التمردات إلى ظهور معسكرات اعتقال في شمال أوغندا حيث تم احتجاز أكثر من مليوني شخص. أحرقت الحكومة ممتلكات الناس باستخدام طائرات هليكوبتر حربية، مما أسفر عن مقتل الكثيرين. كان هناك نزوح قسري في المنطقة الشمالية. لكن الحملات الدولية دعت إلى تفكيك جميع المخيمات وعودة الناس إلى قراهم السابقة. في عام 2006، وخلال محادثات جوبا للسلام مع متمردي جيش الرب للمقاومة، سمحت حكومة موسيفيني للسكان المحليين بالعودة إلى قراهم. كان هذا بمثابة بداية لإعادة تأهيل المنازل والطرق وما إلى ذلك.

### جيش الرب للمقاومة
تورط كوني في اختطاف وتجنيد الأطفال. واجه جيش الرب للمقاومة مواجهات قتالية مع جيش المقاومة الوطني أو قوات الدفاع الشعبية الأوغندية داخل أوغندا وجنوب السودان لمدة عشر سنوات. ومع ذلك، في عام 2008 غزا الجيش الأوغندي جمهورية الكونغو الديمقراطية بحثًا عن جيش الرب للمقاومة في عملية البرق المُرعد.
في نوفمبر 2013، ورد أن كوني في حالة صحية سيئة في بلدة نزوكا بشرق جمهورية أفريقيا الوسطى.
بالنظر إلى حملة العنف التي شنها جيش الرب للمقاومة، ذكرت صحيفة الجارديان في عام 2015 أن قوات كوني كانت مسؤولة عن مقتل أكثر من 100.000 شخص واختطاف ما لا يقل عن 60.000 طفل. تشمل الأعمال الوحشية المختلفة التي ارتكبت اغتصاب الفتيات واختطافهن لاستخدامهن كعبيد للجنس. تباين العدد الفعلي لأعضاء ميليشيا جيش الرب للمقاومة بشكل كبير على مر السنين، حيث وصل إلى 3000 جندي. بحلول عام 2017، تقلصت عضوية المنظمة بشكل كبير لما يقدر بنحو 100 جندي. في أبريل 2017، أنهت كل من الحكومتين الأمريكية والأوغندية الجهود المبذولة للعثور على كوني ومحاربة جيش الرب للمقاومة، مشيرة إلى أن جيش الرب لم يعد يشكل خطرًا أمنيًا كبيرًا على أوغندا.

## الاتهامات
في تشرين الأول / أكتوبر 2006، أعلنت المحكمة الجنائية الدولية أنه تم إصدار مذكرات توقيف بحق خمسة من أعضاء جيش الرب للمقاومة على جرائم ضد الإنسانية بعد صدور لائحة اتهام محكمة. في اليوم التالي، كشف وزير الدفاع الأوغندي أماما مبابازي أن الأوامر تتضمن كوني ونائبه فنسنت أوتي وقادة جيش الرب للمقاومة راسكا لوكويا وأوكوت أوديامبو ودومينيك أونغوين. وفقا لمتحدثين باسم الجيش، قتل الجيش الأوغندي لوكويا في 12 أغسطس 2006. تلقت بي بي سي معلومات تفيد أن أوتي قتل في 2 أكتوبر 2007، في منزل كوني.
في نوفمبر 2006، التقى كوني مع جان إيجلاند، وكيل الأمين العام للأمم المتحدة للشؤون الإنسانية ومنسق الإغاثة في حالات الطوارئ.
في مقابلة عام 2006 مع كوني عندما أخبروه أنه متهم بتجنيد الأطفال قال: «أنا مقاتل من أجل الحرية، ولست إرهابيًا، ليس لدينا أطفال. ليس لدينا سوى مقاتلين».

## معتقادته الدينية
يعتقد أتباع كوني، وكذلك بعض المنتقدين، أنه يخاطب من قبل الأرواح. يخبر كوني أطفاله الجنود أن صليبًا على صدرهم مرسوما بالزيت الحار سوف يحميهم من الرصاص.
كوني متعدد الزوجات، ويعتقد أنه كان له 60 زوجة، وأنجب 42 طفلاً.
يصر كوني على أنه هو وجيش الرب للمقاومة يقاتلون من أجل الوصايا العشر، ودافعوا عن أفعاله في مقابلة، قائلين، «هل هي سيئة؟ إنها ليست ضد حقوق الإنسان. ولم يعط جوزيف هذه الوصية. جيش الرب للمقاومة. لا، هذه الوصايا أعطاها الله لنا».
ذكرت الزعيمة السياسية الأوغندية بيتي بيغومبي أن كوني وأتباعه استخدموا الزيت لدرء الرصاص والأرواح الشريرة. يعتقد كوني أنه وسيط روحاني. وقال ردا على طلب الرئيس الأوغندي يوويري موسيفيني في عام 2008 للانخراط في محادثات السلام عبر الهاتف «سأتواصل مع موسيفيني من خلال الأرواح المقدسة وليس عبر الهاتف».
خلال محادثات السلام في عام 1994، سبقت كوني رجال في أردية يرشون الماء المقدس.
بحسب فرانسيس أونغوم، ضابط منشق سابق في جيش الرب للمقاومة، «وجد كوني مبررات الكتاب المقدس لقتل السحرة، لقتل [أولئك الذين يزرعون أو يأكلون] الخنازير ولقتل [الآخرين] لأن الله فعلت الشيء نفسه مع طوفان نوح وسدوم وعمورة».

## ردود الفعل ضده

### أوغندا
قبل التمرد، هرب في عام 1989 ولكن الحكومة الأوغندية ألقت القبض عليه في وقت لاحق ولكن أطلق سراحه في عام 1992 بعد أن اعتبرته الحكومة بأنه «لم يعد تهديدًا».
حاول الجيش الأوغندي قتل كوني طوال التمرد. في محاولة أوغندا لتعقب كوني، تم تجنيد مقاتلي جيش الرب للمقاومة السابقين لتفتيش المناطق النائية في جمهورية إفريقيا الوسطى والسودان وجمهورية الكونغو الديمقراطية حيث شوهد آخر مرة.

### الولايات المتحدة
بعد هجمات 11 سبتمبر، صنفت الولايات المتحدة جيش الرب للمقاومة على أنه جماعة إرهابية. في 28 أغسطس 2008، وضعت وزارة الخزانة الأمريكية كوني على قائمة «الإرهابيين العالميين المعينين بشكل خاص»، وهي التسمية التي تنطوي على عقوبات مالية وعقوبات أخرى.
في نوفمبر 2008، وقع الرئيس الأمريكي جورج دبليو بوش على التوجيه إلى القيادة الأمريكية الإفريقية لتقديم المساعدة المالية واللوجستية للحكومة الأوغندية خلال هجوم جارامبا الفاشل 2008-2009، الذي أطلق عليه اسم عملية البرق المرعد. لم تكن هناك قوات أمريكية متورطة بشكل مباشر، لكن 17 مستشارًا ومحللاً أمريكيًا قدموا معلومات استخبارية ومعدات ووقودًا إلى نظرائهم العسكريين الأوغنديين. دفع الهجوم كوني من معسكره في الغابة، ولكن لم يتم القبض عليه. تم انقاذ مائة طفل.
في مايو 2010، وقع الرئيس الأمريكي باراك أوباما على قانون نزع سلاح جيش المقاومة الرباني وقانون استعادة شمال أوغندا، وهو تشريع يهدف إلى وقف كوني وجيش الرب للمقاومة. تم تمرير مشروع القانون بالإجماع في مجلس الشيوخ الأمريكي في 11 مارس. في 12 مايو 2010، تم الاتفاق على اقتراح بتعليق القواعد وتمرير مشروع القانون عن طريق التصويت الصوتي (ثلثاهم بالإيجاب) في مجلس النواب.
في نوفمبر 2010، قدم الرئيس أوباما وثيقة إستراتيجية للكونجرس تطلب المزيد من التمويل لنزع سلاح كوني وجيش الرب للمقاومة.
في أكتوبر 2011، أذن الرئيس أوباما بنشر ما يقرب من 100 من القوات الأمريكية المجهزة بالقتال في وسط أفريقيا.
هدفهم هو مساعدة القوات الإقليمية على إزالة كوني وكبار قادة جيش الرب للمقاومة من ساحة المعركة. قال أوباما في رسالة إلى الكونجرس: «على الرغم من أن القوات الأمريكية مجهزة تجهيزًا قتاليًا، إلا أنها لن تقدم سوى المعلومات والمشورة والمساعدة لقوات الأمم المتحدة الشريكة، ولن تشارك نفسها مع قوات جيش الرب للمقاومة ما لم يكن ذلك ضروريًا للدفاع عن النفس».
في 3 أبريل 2013، عرضت إدارة أوباما مكافآت تصل إلى 5 ملايين دولار أمريكي للمعلومات التي تأدي إلى اعتقال أو تسليم أو إدانة كوني وأونغوين وأوديامبو. في 24 مارس 2014، أعلنت الولايات المتحدة أنها ستنشر ما لا يقل عن أربع طائرات من طراز CV-22 وطائرات للتزود بالوقود، و150 من أفراد القوات الخاصة للقوات الجوية للمساعدة في القبض على كوني.

### الاتحاد الأفريقي
في 23 مارس 2012، أعلن الاتحاد الأفريقي عن نيته في «إرسال 5000 جندي للانضمام إلى مطاردة زعيم المتمردين جوزيف كوني» و «تحييده» أثناء عزل مجموعات جيش الرب المتناثرة المسؤولة عن مقتل 2600 مدني منذ عام 2008. قوة المهام الدولية وقيل إنه يشمل جنودا «من أوغندا وجنوب السودان وجمهورية أفريقيا الوسطى والكونغو، وهي البلدان التي شهدت عهد كوني للإرهاب على مر السنين». قبل هذا الإعلان، تم البحث عن كوني في المقام الأول من قبل القوات من أوغندا. بدأ الجنود بحثهم في جنوب السودان في 24 مارس 2012، وسيستمر البحث «حتى يتم القبض على كوني».

### كوني 2012
تلقى جوزيف كوني وجيش الرب للمقاومة موجة من الاهتمام في أوائل مارس 2012، عندما وثائقي مدته 30 دقيقة بعنوان كوني 2012 من قبل المخرج جايسون راسل. كان الهدف من الإنتاج هو لفت الانتباه إلى كوني في محاولة لزيادة تدخل الولايات المتحدة في القضية وإلقاء القبض على كوني بنهاية عام 2012. وأشار استطلاع إلى أن أكثر من نصف الشباب الأمريكيين البالغين سمعوا عن كوني 2012 في الأيام التالية نشر الفيديو، وبعد عدة أسابيع من نشر الفيديو، تم تقديم قرار يدين كوني ودعم المساعدة الأمريكية لمحاربة جيش الرب للمقاومة في مجلس الشيوخ الأمريكي، مرت بعد ذلك بعدة أشهر.
تم انتقاد كوني 2012 لتبسيط تاريخ صراع جيش الرب للمقاومة، وفشلها في ملاحظة أن كوني تم طرده بالفعل من أوغندا قبل ست سنوات من إنتاج الفيلم.

### استسلام أنغوين
عمل أنغوين كعضو رئيسي في جيش الرب للمقاومة وكان أحد كبار مساعدي كوني في المنظمة. هو نفسه اختطف عندما كان طفلاً، بدأ كجندي مجرد في جيش الرب للمقاومة، ثم نهض من خلال التسلسل الهرمي للمنظمات، ويتهم الآن بالعديد من جرائم الحرب. استسلم وسلم نفسه لجيش جمهورية أفريقيا الوسطى في يناير 2015، والتي كانت ضربة كبرى لمجموعة كوني. وصرح المتحدث باسم الجيش الأوغندي بادي أنكوندا بأن الحدث «يضع جيش الرب للمقاومة في أضعف موقف» وأن «كوني هو الوحيد الذي بقي واقفا». من بين قادة جيش الرب للمقاومة الخمسة الذين اتهمتهم المحكمة الجنائية الدولية في عام 2004، بقي كوني فقط طليقاً في ذلك الوقت. مع بقاء بضع مئات من المقاتلين موالين له، كان يعتقد أنه لن يتمكن من التهرب من الأسر لفترة أطول.

### تحييد جيش الرب للمقاومة وانسحاب الولايات المتحدة
في أبريل 2017، أنهت القوات العسكرية الأوغندية والأمريكية عملية البحث عن كوني ومجموعته، حيث قال المتحدث الأوغندي إن «جيش الرب لم يعد يشكل تهديدًا لنا كأوغندا». في ذلك الوقت، قدر أن قوته تقلصت إلى حوالي 100 جندي.